# Tanequil
 (avril 2024).
Si vous disposez d'ouvrages ou d'articles de référence ou si vous connaissez des sites web de qualité traitant du thème abordé ici, merci de compléter l'article en donnant les références utiles à sa vérifiabilité et en les liant à la section « Notes et références ».
Tanequil  est un roman de médiéval-fantastique écrit en 2004 par Terry Brooks. Il s'agit du deuxième tome de la trilogie Le Haut Druide de Shannara.

## Résumé des trois premiers chapitres
4620 : L'ingénieur Etan Orek informe le premier ministre de la fédération Sen Dunsidan qu'il vient d'inventer un rayon de lumière capable de détruire un navire aérien. De son côté la druide Shadea a'Ru apprend que le Galaphile est détruit et que Terek Molt et Ahren Elessedil sont morts. Elle demande à son assassin Aphasia Wye de poursuivre la tâche de Molt et d'éliminer pour de bon Penderrin Ohmsford. Elle charge le druide Traunt Rowan de retrouver les parents de Penderrin et de les ramener auprès d'elle pour les supprimer discrètement. Pendant ce temps, Penderrin et ses compagnons décident de tendre un piège à Wye pour sauver Cinnaminson et récupérer le Ventre à Terre.…

## Personnages principaux
- Penderrin Ohmsford, fils de Bek Ohmsford et neveu du Haut Druide.
- Khyber Elessedil, nièce du druide Ahren Elessedil et sœur du roi des elfes.
- Tagwen, majordome nain du Haut Druide.
- Cinnaminson, jeune navigatrice aveugle.

## Éditions françaises
- 2011 : Tanequil, éditions Bragelonne, traduction d'Emilie Gourdet (format livre).